# Larry Ward (actor)
Larry Ward (3 de octubre de 1924 – 16 de febrero de 1985) fue un actor cinematográfico y televisivo de nacionalidad estadounidense, acreditado en ocasiones con el nombre de Ward Gaynor.

## Biografía
Nacido en Columbus (Ohio), su padre había sido entrenador de fútbol americano universitario y miembro de la Cámara de Senado de Ohio. Ward estudió en diferentes universidades antes de formar parte de la Armada de los Estados Unidos, en la que sirvió un total de tres años.  
Formando parte de la American Theatre Wing y cumpliendo con lo dictado en la G.I. Bill, Ward pronto actuó en varias destacadas producciones. Además, también escribió guiones y actuó en una serie televisiva titulada The Brighter Day en 1954. En este show interpretó al Dr. Randy Hamilton, pero Ward tenía como objetivo trabajar en Hollywood y dejó el programa en 1957 cuando su personaje fallecía a causa de un infarto agudo de miocardio.  
No fue hasta 1962 que Ward consiguió su gran oportunidad. Mientras visitaba los estudios Warner Brothers para discutir sobre un guion cinematográfico con el productor Jules Schermer, este quedó tan impresionado por su aspecto físico que le dio un pequeño papel en un episodio de la serie de género western Lawman, protagonizada por John Russell y Peter Brown. A esa oportunidad le siguieron diversos papeles menores en otras series, y en 1963 Schermer le dio el papel protagonista de Marshal Frank Ragan en una nueva producción western titulada The Dakotas, en la cual trabajaban Chad Everett, Michael Greene, y Jack Elam como los ayudantes de Ward. La serie fue cancelada súbitamente tras el episodio número 19, en el cual un sacerdote era herido durante un tiroteo en una iglesia. En la temporada 1966-1967 Ward fue artista invitado en el show de la NBC The Road West, actuando en el capítulo titulado "Shaman".
Larry Ward falleció en 1985 en Los Ángeles, California. Tenía 60 años de edad.